# Leandra Medine
Leandra Medine es una escritora estadounidense y bloguera de moda más conocida como The Man Repeller, una página web humorística sobre moda seria. Ella explicó el título de su blog al Daily Mail: "La buena moda va sobre complacer a las mujeres, no a los hombres, así sucede que las modas que a nosotras nos encantan, los hombres las detestan. Y eso es fantástico".
En 2012, Medine apareció en la lista de Forbes "Top 30 de menos de 30" como una de las más "pioneras en moda con más influencia", mientras que The Man Repeller fue reconoce en la lista de Time "Los 25 Mejores Blogs de 2012", y recibió el premio "Mejor Blog en general" en los premios Bloglovin' de 2012. En aquel año, Medine también alcanzó la lista de Adweek "Fashion Power 25", que reconoce a aquellos "que verdaderamente importan en la moda y en el estilo, quedando por encima de Lady Gaga, Michelle Obama y Anna Wintour.
En 2013, Medine apareció en la lista de la revista Fast Company "Las 100 personas más creativas".

## Primeros años y educación
Medine nació y se crio en Nueva York, hija de Mois y Lyora "Laura" Medine; es de ascendencias turco-judía y judío-persa. Medine asistió al Ramaz School en el Upper East Side. Medine tiene tres hermanos: Haim, Henry y Mark.
En mayo de 2011, Medine obtuvo su grado en La Nueva Escuela, donde se licenció en periodismo.

## Profesional

### Carrera en línea
La primera incursión de Medine en el mundo bloguero comenzó en 2009, con su primer blog humorístico, Boogers + Bagels, en el servicio de publicación web de blogs blogspot. El nombre del blog hace referencia a una anécdota que Medine ha compratido en su blog, en el cual explica que "estaba disfrutando el fantástico tiempo mientras me sentía endemoniadamente guapa en una camisa clara lavada de Madwell Chambray y pantalones vaqueros cortos rasgados de Levi's"..." De todas formas, paré en Bagel Bob's para coger un bagel y comérmelo por el Washington Square Park. Así que lo compré y me lo comí y mientras lo comía encontré un moco en la crema de queso. Mocos y bagels".
El blog cubría contenido como noticias de moda ("Obsession du Jour: Safety Pins") anécdotas personales ("Mama's Home!"), feminismo ("Daily Dose of Didion"), y humor ("Confessions of a Watch Stacker"). La escritura de Medine en Boogers + Bagels se caracterizaba por su humor y las referencias de estilo que han llegado a hacer su blog característico y a conseguirle un creciente número de seguidores en las redes sociales. La última publicación del blog fue publicada el 19 de abril de 2010, poco después del segundo blog de Medine, y más famoso, The Man Repeller. Antes de cerrar Booger + Bagels, Medine había comenzado a incluir terminología "Man Repelling" en las publicaciones de Boogers + Bagels, con artículos tales como "Daily Man Repeller" y "Man Repeller Du Jour" persiguiendo así su transición al blog The Man Repeller. 
Medine comenzó el blog The Man Repeller en mayo de 2010 como un hobby. La idea del blog le vino durante una visita a Topshop con su amiga Rachel Strugatz, ahora reportera de Women's Wear Daily. Medine recuerda: "Nos reíamos de cómo todo era tan repele-hombres: los pantalones de harem lavados en ácido y las enormes hombreras, y yo simplemente dije, '¡Esto es! Esto es el blog'" En una entrevista, Medine explicó que "Repeler a un hombre no es vestirse diciendo '¿Cómo voy a repeler a un hombre hoy?' Es sobre vestirse para una misma y gustarte lo que llevas puesto."
Solamente tres días después de su lanzamiento, el blog The Man Repeller fue presentado en el viral blog de moda Refinery29, acelerando así su tráfico de visitas.

### 2011–presente
A partir de marzo de 2014, la audiencia de Medine incluían más de 184,000 seguidores en Twitter, 547,000 seguidores en Instagram y 144,000 seguidores en Facebook. En sus primeros años, el blog solamente estaba formado por Medine, pero ahora tiene tres empleados a tiempo completo que la asisten con la venta de anuncios y con los artículos.
Los artículos ahora oscilan más allá de la moda, cubriendo temas como eventos actuales y estilo de vida. En una entrevista con Vanity Fair, Medine dijo "creo que mi liderazgo ha evolucionado conmigo"..."Espero [que The Man Repeller] siga evolucionando conmigo t tome una diferente identidad cada vez que yo lo quiera. Y cada vez que los lectores lo quieran." 
En septiembre de 2012, durante una aparición en Surveillance Midday, de Bloomberg TV, Medine anunció que ella estaba trabajando en un libro que consistiría en una colección de ensayos. En septiembre de 2013, el libro, titulado Man Repeller: Seeking Love. Finding Overalls fue lanzado por Gran Central Publishing. En su comentario sobre el libro de Medine, Simon Doonan, embajador creativo de Barneys New York declaró: "Leandra es una adicta de la moda enferma y retorcida. Y adivina qué. No hay rehabilitación para ello. Tal y como este libro muestra, ella está condenada a ser estilosa y elegante y divertida por el resto de su vida".
Medine ha colaborado con diseñadores para colecciones limitadas de ropa y accesorios, incluyendo Gryphon, las compañías de zapatos Del Toro y Superga, la línea de joyas Dannijo, y la línea de ropa PJK. Colaboraciones de marca adicional incluyen Michael Kors, Maje, BaubleBar, Stuart Weitzman, y Saks Fifth Avenue.  Es amiga cercana con las fundadoras de Dannijo, Danielle y Jodie Snyder, así como de la diseñadora Rebecca Minkoff, quién ayudó a Medine a diseñador una chaqueta motera para su boda en 2012 con Abie Cohen. En su libro, Men Repeller: Seeking Love. Finding Overalls., Medine dice: "Con la ayuda de una diseñadora amiga, Rebecca Minkoff (me doy cuenta de lo pretencioso que esto suena, pero yo llevé la chaqueta motera sobre mi vestido de bodas, después de todo), cree la chaqueta alfa en una perfecta tonalidad blanco huevo adornada con muchas cremalleras doradas y botones."  Además, Medine desiló para Rebecca Minkoff en la pasarela de otoño 2011.
En 2012, Medine firmó con la Creative Artist Agency, una agencia de talentos del entretenimiento localizada en Los Ángeles, California. En una entrevista con The Business of Fashion Blog, Medine dijo: "Creo que son geniales representando a los individuos y saben cómo trabajar. Tenemos ideas, simplemente necesitamos un plan de acción y ahí es donde ellos nos vienen muy bien."

## Vida personal
En diciembre de 2011, Medine anunció su compromiso con Abie Cohen, un financiero en UBS, a quien ella conoció cuando tenía 17 años. El anuncio de su compromiso, hecho por Medine a través de su cuenta de Twitter, tomó a los seguidores por sorpresa, ya que Medine nunca había dicho explícitamente en su blog que saliese con nadie. Su anuncio en Twitter decía: "Así que, ¡una historia divertida! ¡Me comprometí la semana pasada!". Después del anuncio de Medine, muchos respondieron negativamente, cuestionándose su compromiso a los principios de su blog "repele-hombres". The Huffington Post escribió "¿Qué sucedió con The Man Repeller que ya no repele más a los hombres?
En Man Repeller: Seeking Love. Finding Overall., Medine resume un período de duda persona que siguió la respuesta negativas en las redes sociales por su compromiso. "El ridículo me paralizó. Yo entendía por qué la gente estaba molesta.", Medine recuerda. "Estaba dando percepciones en moda y proyectando información en la gente"..."diciéndoles que fuesen seguros y geniales y que se tiñiesen el pelo, la ropa cuando yo, al final, estaba haciendo las mismas cosas solamente porque tenía el apoyo de un hombre que me amaba tras de mí. Y eso no es justo."
Relativamente deprisa, sin embargo, la relación de Medine con sus seguidores se recuperó. "Como todo en internet," dice Medine, "la rabia dio paso al escándalo marginal. Y cuando eso pasó, después de estar cuatro días golpeándome a mí misma por comprometerme y preguntarme si realmente no podía tenerlo todo-- tendría que sacrificar mi blog por mi hombre o mi hombre por mi blog-- las inseguridades se desvanecieron y sentí que por fin podía disfrutar de mi compromiso."

Se casaron en junio de 2012 en el The St. Regis Hotel en  Manhattan.
Actualmente reside en el área de Nueva York con su marido.
En 2013, su hermano Haim lanzó la línea de joyas Khai Khai y su madre Laura lanzó la línea de joyas The Laura Medine Colection.